# Brachythecium venturii
Brachythecium venturii är en bladmossart som beskrevs av Warnstorf 1881. Brachythecium venturii ingår i släktet gräsmossor, och familjen Brachytheciaceae. Inga underarter finns listade i Catalogue of Life.